# ابزارهای خوشنویسی

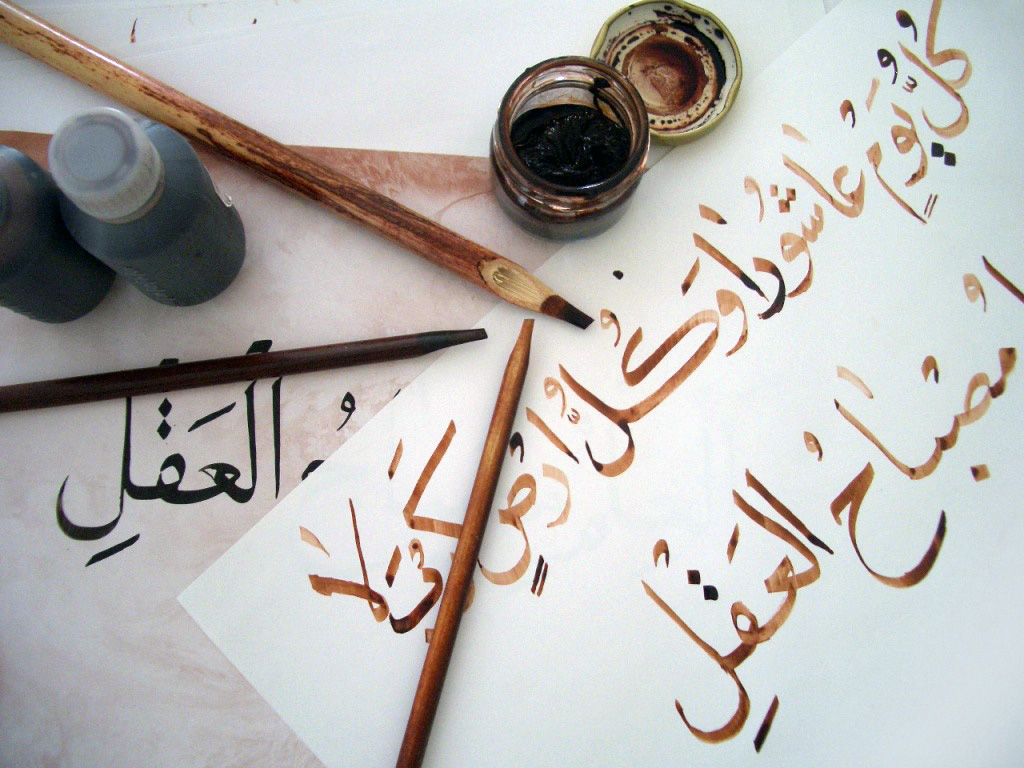
ابزارکار یک خوشنویس مبتدی (قلم‌نی، کاغذ و مرکب).

وسایل و ابزار خوشنویسی در خلق یک اثر مطلوب بسیار مؤثرند. ابزار خوب مشوق هنرمند در ادامه کار و پیشرفت اوست.

## ابزار اصلی خوشنویسی
مهمترین ابزار خوشنویسی عبارتند از:
- خودنویس ابزاری است که به دلیل کاهش فشار دست و حرکت روان بر روی کاغذ باعث خوش خط شدن می‌گردد. برای افرادی که قصد خوشنویسی به زبان فارسی را دارند توصیه می‌شود از خودنویس‌هایی که مخصوص نوشتار فارسی (از راست به چپ) ساخته شده‌استفاده نمایند چرا که این خودنویس‌ها دارای سر قلم‌هایی با سایزهای متفاوت است و مصرف‌کننده نیازی به تراشیدن قلم یا استفاده از دوات ندارد.(نام این وسیله الخطاط است)
- قلم‌نی که قلم مخصوص خوشنویسی است. نوع مرغوب آن از قلم‌نی شوشتری و قلم‌نی قلم نی دزفولی (برای قلم‌های ریز و متوسط) یا نی خیزران (برای درشت نویسی) تهیه می‌شود. یک قلم بهتر است سرخ مایل به‌قهوه‌ای سوخته، فاقد گره و پیچ و کاملاً راست و استوانه‌ای (با مقطع دایره‌ای شکل) باشد و ضخامت آن با دست تناسب و هماهنگی داشته باشد. همچنین گوشت داخل قلم سفید رنگ، تا اندازه‌ای سخت و محکم باشد. قلم خوب را بیش از اندازه کوتاه یا بلند و سبک، سست یا سیاه انتخاب نمی‌کنند و قطر سر و ته آن نباید زیاد اختلاف داشته باشد. یک قلم مناسب هنگام تراشیده شدن زیاد سفت یا زیاد سست نیست و تراشه‌های آن به اطراف پرتاب نمی‌شود و همراه قلمتراش حرکت می‌کند. تراشیدن قلم‌نی تخصص و روش خاص دارد. معمولاً پس از کتابتهای مکرّر، نوک قلم‌ها کند شده و کیفیت اولیه خود را از دست می‌دهند از این رو باید به‌طور مرتّب نوک قلم‌ها را تراشیده و قط زد.
- کاغذ که باید ملایم و صاف باشد و خشن، پرزدار، ناصاف و بسیار لغزنده نباشد. بر روی کاغذ خوشنویسی نباید مرکب پخش شود. کاغذ زبر و ناهموار نوک قلم را می‌ساید و نوشتن را به‌ویژه درکشیده‌ها مشکل یا ناممکن می‌کند، از طرفی نوشتن بر کاغذهای لغزان و شیشه‌ای از اختیار و تسلط خوشنویس می‌کاهد، بنابراین نوع متوسط آن مناسب است. امروزه کاغذهای گلاسه، به ویژه گلاسهٔ مات، برای نوشتن مناسب اند اما برای مبتدیان کاغذهای تحریر نرم و صاف مناسبتر است[۱]. در صورت عدم دسترسی می‌توان از طریق مالیدن صابون خشک روی کاغذهای معمولی تاحدودی کاغذ را برای نوشتن آماده کرد.
- مرکب که باید مخصوص خوشنویسی باشد. بیش از همه مرکب مشکی و پس از آن قهوه‌ای کاربرد دارد. رنگ‌دانه اصلی مرکب خوشنویسی دوده‌است و مواد دیگری مانند صمغ عربی، زاج و مازو نیز برای چسبندگی رنگ‌دانه‌ها و قوام یافتن مرکب، به آن می‌افزایند. مرکب خوشنویسی امروزه در بازار به دو صورت مایع و خشک عرضه می‌شود. مرکب مایع آماده استفاده‌است اما مرکب خشک را باید سایید، سپس آن را در آب جوشیدهٔ ولرم یا گلاب حل کرد. این محلول را باید در ظرف سربسته به نرمی و در مدت زمان طولانی تکان داد. به‌این عمل «صلایه دادن» می‌گویند. صلایه در کیفیت مرکب و کشش آن بسیار مؤثر است. برای رقیق کردن مرکب خوشنویسی آب مقطر یا جوشیدهٔ سردشده از آب معمولی بهتر است، و بهتر از آن گلاب یا آب ریحان یا آب مازو است.

دوات به ظرفی که مرکب لیقه دار در آن قرار می‌گیرد دوات می‌گویند.مناسب است که از دوات مسی استفاده گردد چرا که به گفته اساتید گذشته یکی از راه های سالم ماندن مرکب استفاده از دوات مسی است. یون های مس از کپک زدن مرکب جلوگیری می کند و حتی در کشش و پوشش مرکب که امر مهمی در نزد خوشنویسان حرفه ای است تاثیر بسزایی دارد.
لیقه الیافی است که درون دوات قرار داده می‌شود تا مرکب را به خود بگیرد و آمادهٔ نگارش سازد. معمولا جنس لیقه از ابریشم بوده و در میزان مرکب گیری قلم مؤثر است. تنظیم مرکب می بایست به گونه ای باشد که زمان واژگون شدن دوات مرکب از آن به بیرون نریزد و از طرفی حین مرکب برداری نگارش یک یا چند حرف میسر باشد. کتابت نویسان ترجیح میدهند تنظیم مرکب طوری باشد که بتوانند یک کلمه یا چند کلمه را با یک مرکب برداری تحریر نمایند. در اینجا اهمیت مقدار و جنس لیقه، غلظت مرکب و حجم و جنس و شکل دوات مشخص میشود.

## دیگر ابزارهای خوشنویسی
افزون بر آن از وسایل خوشنویسی می‌توان به‌ابزار زیر اشاره کرد:
- دوات که ظرف مرکب و لیقه‌است و اغلب یک بطری کوچک، کم‌عمق و دهان‌گشاد است.
- لیقه که معمولاً از الیاف ابریشم طبیعی انتخاب می‌شود و برای جلوگیری از ریختن مرکب و کنترل میزان مرکب‌برداری توسط قلم در دوات قرار می‌دهند. گاهی از الیاف و نخ‌های ابریشم مصنوعی به‌این منظور استفاده می‌شود.
- قلمتراش که چاقویی ظریف و بسیار تیزی است و برای تراشیدن و قط‌زدن نوک قلم به‌کار می‌رود. قلمتراش‌ها اندازه‌ها و اشکال تاحدی متنوع دارند و به صورت یک تیغه یا دو تیغه ساخته می‌شوند. تیغه قلمتراش را از فلزی ترد و شکننده می‌سازند که چنانچه با جسم سختی برخورد کند از کارایی اش کاسته خواهد شد. از این رو با قلمتراش جز تراشیدن و قط‌زدن قلم کار دیگری نباید انجام داد. قلمتراش خوب به سختی تیز و در دراز مدت کند می‌شود. برای نگهداری آن بهتر است همیشه تیغه‌ها را کمی چرب کرد و دور از رطوبت نگه‌داشت.
- قط زن ابزاری است  که در آخرین مرحلهٔ تراشیدن قلم‌نی، نوک آن را روی این بستر قرار داده با یک فشار ناگهانی در زاویه مطلوب قطع می‌کنند. قط‌زن در عین حال که باید سخت و غیرقابل انعطاف باشد باید در مقابل قلمتراش کمی نرمش و انعطاف داشته باشد تا به تیغه آن آسیب نرساند. بهترین نوع قلمتراش از جنس چوب (به ویژه چوب شمشاد، قطعی از شاخ یا استخوان حیوانات یا بخش کوچکی از بدنهٔ نی خیزران بسیار بزرگ است. سطح قط‌زن باید کمی محدب باشد و سطح زیرین آن که روی میز قرار می‌گیرد مسطح.
- سنگ تیزکن قلمتراش سنگی است که برای تیزکردن چاقو و از جمله قلمتراش کاربرد دارد درگذشته از سنگ رومی یا حجاز به این منظور استفاده می‌شده‌است.
- قلمدان که جعبه‌ای است کوچک، کشیده و اغلب تزئین شده و معمولاً برای سهولت حمل و نقل، قلم‌های لازم، قلمتراش، قط‌زن، قاشق، سنگ کوچک و سر قلمدانی را که شامل دوات است، و گاهی قیچی ظریفی جهت چیدن کاغذ، در این جعبه قرار می‌گیرد تا این لوازم یک جا و در جعبه‌ای محفوظ در اختیار خوشنویس باشد.
- زیردستی یا زیرمشق از جنس مقوا یا چرم و غیره؛ که باید رویه‌اش صاف، نرم و ملایم (میانگین سخت و سست و کلفت و نازک) باشد و لغزندگی نداشته باشد. همچنین باید ابعادی نه‌چندان بزرگ و نه‌چندان کوچک انتخاب کنند تا مزاحم کار خوشنویسی نشود. گفته‌اند بهتر است که دو چرم منفصل را بر روی هم گذاشته، دو گوشه آن که طرف چپ است را با چند بخیه محکم کنند و اگر آن دو قطعه چرم از چرم بُلغار باشد که دانه و موجش را برطرف کرده باشند، بهتر است.
- مِسطره یا مِسطر که ابزاری که به خوشنویس در کار نوشتن بر روی خطوط موازی و تعیین سطرها و تشخیص حدود آن‌ها کمک می‌کند. در گذشته به این منظور بر روی قطعه مقوای ضخیمی نخ‌هایی را با فاصله منظم قرار داده و محکم می‌بستند، سپس کاغذ را بر روی آن گذاشته و با فشار دست، اثر نخ‌ها را بر روی کاغذ منتقل می‌کردند. اما امروزه به این منظور بر روی کاغذی خطوط و جدول‌های مورد نظر را پر رنگ کشیده و زیر کاغذ خوشنویسی قرار می‌دهند تا حدود و سطرهای کار از پشت کاغذ نمایان باشد. یا به وسیله خطکش و مداد کم رنگ خطوط را ترسیم و پس از خطاطی آن را پاک می‌کنند.
- ابزار به هم زدن لیقه و مرکب که سر آن پهن و دسته‌اش مخروطی و معمولاً از جنس چوب آبنوس است.
- قاشق مخصوص آب ریختن در دوات که به‌وسیله آن به‌اندازهٔ لازم آب را در دوات می‌ریزند.

به‌غیر از وسایلی که نام برده شد چند ابزار فرعی دیگر نیز در کار کتابت استفاده می‌شود؛ مانند قیچی یا کاتر برای بریدن کاغذ، دو خط‌کش مدرّج کوچک و بزرگ و گونیا (برای کتیبه‌نویسی چند گونیا لازم است)، خط‌کش T به همراه چند مداد سیاه و قرمز، و انواع کاغذها و مقواها.
بعضی از استادان پیشین، خود مرکب دلخواه را اعم از مشکی و رنگ‌های مختلف می‌ساختند و کاغذها را برای این که قابل نوشتن شود آهار داده و مهره می‌زدند. آنان اغلب وسایل و لوازم و کارهای کتابت را خود تهیه می‌کردند؛ از قبیل تهیه سطر و جدول‌کشی، تذهیب، زرافشانی، رنگ آمیزی کاغذ حتی تجلید و صحافی و غیره؛ ولی امروزه چون انجام این امور مستلزم صرف دقت بسیار و خارج از وقت و حوصله‌است، افرادی دیگر به این خدمات مشغولند و شرکت‌های تولیدی و کارخانه‌های کاغذسازی، صحافی‌ها و غیره و نیاز را تأمین می‌کنند.